# BVA Cup 2009 (maschile)
La BVA Cup 2009, 2ª edizione della omonima competizione di pallavolo maschile, si è svolta dal 18 al 27 settembre 2009: al torneo hanno partecipato sette squadre di club afferenti alla BVA e la vittoria finale è andata per la prima volta al Fenerbahçe.

## Regolamento

### Formula
La formula ha previsto:
- Fase a gironi, disputata con girone all'italiana: la prime due classificate di ogni girone hanno acceduto alla fase finale.
- Fase finale, disputata con semifinali, finale per il terzo posto e finale.

### Criteri di classifica
Sono stati assegnati 2 punti alla squadra vincente e 1 a quella sconfitta.
L'ordine del posizionamento in classifica è stato definito in base a:
- Punti;
- Ratio dei set vinti/persi;
- Ratio dei punti realizzati/subiti;
- Risultati degli scontri diretti.

## Squadre partecipanti
- Teuta
- Napredak Odžak
- Arīs Salonicco
- Budva
- Universitatea Cluj
- Partizan
- Fenerbahçe

## Torneo

### Fase a gironi
| Girone A       | Girone B           |
| -------------- | ------------------ |
| Napredak Odžak | Teuta              |
| Arīs Salonicco | Universitatea Cluj |
| Budva          | Partizan           |
| -              | Fenerbahçe         |

#### Girone A

##### Risultati
| 18 settembre 2009 ?, Odžak Durata: ? - Spettatori: ? | Napredak Odžak | 0 - 3 | Arīs Salonicco | 13-25, 17-25, 21-25        |
| 19 settembre 2009 ?, Odžak Durata: ? - Spettatori: ? | Arīs Salonicco | 3 - 0 | Budva          | 25-11, 25-14, 25-20        |
| 20 settembre 2009 ?, Odžak Durata: ? - Spettatori: ? | Napredak Odžak | 3 - 1 | Budva          | 25-13, 29-31, 25-16, 25-15 |

##### Classifica
| Pos. | Squadra        | Pt | G | V | P | SV | SP | Ratio | PF  | PS  | Ratio |
| ---- | -------------- | -- | - | - | - | -- | -- | ----- | --- | --- | ----- |
| 1.   | Arīs Salonicco | 4  | 2 | 2 | 0 | 6  | 0  | MAX   | 150 | 96  | 1,562 |
| 2.   | Napredak Odžak | 3  | 2 | 1 | 1 | 3  | 4  | 0,750 | 155 | 150 | 1,033 |
| 3.   | Budva          | 2  | 2 | 0 | 2 | 1  | 6  | 0,166 | 120 | 179 | 0,670 |

      Qualificata alle semifinali.

#### Girone B

##### Risultati
| 18 settembre 2009 ?, Cluj-Napoca Durata: ? - Spettatori: ? | Partizan           | 3 - 0 | Teuta              | 25-22, 25-12, 25-23               |
| 18 settembre 2009 ?, Cluj-Napoca Durata: ? - Spettatori: ? | Universitatea Cluj | 2 - 3 | Fenerbahçe         | 23-25, 25-22, 25-21, 14-25, 10-15 |
| 19 settembre 2009 ?, Cluj-Napoca Durata: ? - Spettatori: ? | Partizan           | 3 - 0 | Fenerbahçe         | 26-24, 25-23, 25-23               |
| 19 settembre 2009 ?, Cluj-Napoca Durata: ? - Spettatori: ? | Universitatea Cluj | 3 - 0 | Teuta              | 25-13, 25-19, 25-20               |
| 20 settembre 2009 ?, Cluj-Napoca Durata: ? - Spettatori: ? | Fenerbahçe         | 3 - 0 | Teuta              | 25-15, 25-21, 25-21               |
| 20 settembre 2009 ?, Cluj-Napoca Durata: ? - Spettatori: ? | Partizan           | 3 - 0 | Universitatea Cluj | 25-16, 25-16, 25-13               |

##### Classifica
| Pos. | Squadra            | Pt | G | V | P | SV | SP | Ratio | PF  | PS  | Ratio |
| ---- | ------------------ | -- | - | - | - | -- | -- | ----- | --- | --- | ----- |
| 1.   | Partizan           | 6  | 3 | 3 | 0 | 9  | 0  | MAX   | 226 | 172 | 1,313 |
| 2.   | Fenerbahçe         | 5  | 3 | 2 | 1 | 6  | 5  | 1,200 | 253 | 230 | 1,100 |
| 3.   | Universitatea Cluj | 4  | 3 | 1 | 2 | 5  | 6  | 0,833 | 217 | 235 | 0,923 |
| 4.   | Teuta              | 3  | 3 | 0 | 3 | 0  | 9  | 0,000 | 166 | 225 | 0,737 |

      Qualificata alle semifinali.

### Fase finale
|  | Semifinali | Semifinali     | Semifinali |            |    | Finale          | Finale          | Finale          |  |
|  |            |                |            |            |    |                 |                 |                 |  |
|  | 1A         | Arīs Salonicco | 3          |            |    |                 |                 |                 |  |
|  | 1A         | Arīs Salonicco | 3          |            |    |                 |                 |                 |  |
|  | 2A         | Napredak Odžak | 0          |            |    |                 |                 |                 |  |
|  | 2A         | Napredak Odžak | 0          |            | 1A | Arīs Salonicco  | 2               |                 |  |
|  |            |                |            |            | 1A | Arīs Salonicco  | 2               |                 |  |
|  |            |                | 2B         | Fenerbahçe | 3  |                 |                 |                 |  |
|  | 1B         | Partizan       | 2B         | Fenerbahçe | 3  | 1               |                 |                 |  |
|  | 1B         | Partizan       |            |            |    | 1               |                 |                 |  |
|  | 2B         | Fenerbahçe     | 3          |            |    | Finale 3º posto | Finale 3º posto | Finale 3º posto |  |
|  | 2B         | Fenerbahçe     | 3          |            |    |                 |                 |                 |  |
|  |            |                |            |            |    |                 |                 |                 |  |
|  |            |                |            |            |    | 2A              | Napredak Odžak  | 0               |  |
|  |            |                |            |            |    | 2A              | Napredak Odžak  | 0               |  |
|  |            |                |            |            |    | 1B              | Partizan        | 3               |  |

#### Semifinali
| 26 settembre 2009 ?, Salonicco Durata: ? - Spettatori: ? | Arīs Salonicco | 3 - 0 | Napredak Odžak | 25-16, 25-17, 25-20        |
| 26 settembre 2009 ?, Salonicco Durata: ? - Spettatori: ? | Partizan       | 1 - 3 | Fenerbahçe     | 27-25, 27-29, 22-25, 13-25 |

#### Finale 3º posto
| 27 settembre 2009 ?, Salonicco Durata: ? - Spettatori: ? | Napredak Odžak | 0 - 3 | Partizan | 17-25, 19-25, 16-25 |

#### Finale
| 27 settembre 2009 ?, Salonicco Durata: ? - Spettatori: ? | Arīs Salonicco | 2 - 3 | Fenerbahçe | 25-22, 14-25, 24-26, 25-20, 10-15 |

## Classifica finale
| Pos | Squadra            |
| --- | ------------------ |
|     | Fenerbahçe         |
| 2   | Arīs Salonicco     |
| 3   | Partizan           |
| 4   | Napredak Odžak     |
| 5   | Budva              |
| 5   | Universitatea Cluj |
| 7   | Teuta              |